# 두르감 이스마일
두르감 이스마일(1994년 5월 23일 ~ )은 이라크의 축구 선수로 현재 알탈라바 SC에서 수비수 겸 미드필더로 활약하고 있으며 2014년 아시안 게임 동메달리스트이다.

## 클럽 경력
2010년 알쇼르타 SC 소속으로 프로에 입문한 후 2014-15 시즌까지 116경기 22골로 알쇼르타의 리그 2연패, 2013년 바그다드컵 우승의 주역으로 활약한 뒤 튀르키예 쉬페르리그의 차이쿠르 리제스포르로 이적하여 2016-17 시즌까지 68경기 2골을 기록하며 2016-17 시즌 쉬페르리그 22세 이하 선수팀상에 이름을 올렸다.
그리고 2017-18 시즌을 마친 후 알쇼르타로 복귀하여 2019-20 시즌까지 26경기에 출전하며 2018-19 시즌 리그 우승, 2019년 이라크 슈퍼컵 우승을 맛보았으며 2019-20 시즌 종료 후 알자우라 SC로 이적했다.

## 국가대표팀 경력

### 청소년 대표팀
2009년부터 2016년까지 이라크 연령대별 대표팀에서 30경기 5골을 기록하며 U-20 대표팀의 2013년 FIFA U-20 월드컵 4강, U-23 대표팀의 2013년 AFC U-22 챔피언십 우승과 2014년 아시안 게임 동메달에 기여했다.

### 이라크 A대표팀
2013년 1월 12일 이라크 성인대표팀 소속으로 국제 A매치 데뷔전인 예멘과의 2013년 아라비안 걸프컵 B조 조별리그 최종전(2-0 승)에서 데뷔골을 터뜨리며 팀의 준우승의 발판을 마련했다.
이후 이란과의 2015년 AFC 아시안컵 8강전에서 2-2로 맞서던 연장 후반 11분 페널티킥을 성공시켰고 승부차기에서도 3번째 키커로 PK를 성공시키며 2007년 이후 8년만의 이라크의 아시안컵 4강 진출에 기여하면서 준우승팀인 대한민국의 곽태휘와 차두리, 우승팀인 호주의 트렌트 세인스버리와 함께 2015년 아시안컵 수비수 부문 드림팀에 이름을 올렸으며 현재까지 A매치 통산 58경기 3골을 기록하고 있다.

## 수상

### 클럽
알쇼르타 SC
- 이라크 프리미어리그 : 우승 (2012-13, 2013-14, 2018-19)
- 이라크 슈퍼컵 : 우승 (2019)
- 바그다드컵 : 우승 (2013)

### 국가대표팀
이라크 U-20
- FIFA U-20 월드컵 : 4위 (2013)

 이라크 U-23
- AFC U-23 아시안컵 : 우승 (2014)
- 아시안 게임 : 동메달 (2014)

 이라크
- 아라비안 걸프컵 : 준우승 (2013)
- AFC 아시안컵 : 4위 (2015)

### 개인
- AFC 아시안컵 드림팀 : 2015
- 튀르키예 쉬페르리그 22세 이하 선수팀 : 2016-17
- 포포투 선정 아시아 베스트 플레이어 50인 : 2015
- 월드 사커 선정 가장 영향력 있는 선수 500인 : 2015